# Drymonia folsomii
Drymonia folsomii är en tvåhjärtbladig växtart som beskrevs av L.E. Skog. Drymonia folsomii ingår i släktet Drymonia och familjen Gesneriaceae. Inga underarter finns listade i Catalogue of Life.